# José Aniceto Iznaga Borrell
José Aniceto Iznaga Borrell Patriota cubano durante las Guerras de Independencia de Cuba, nació el 21 de abril de 1791 en Trinidad, Capitanía General de Cuba, Imperio Español; fue bautizado el 8 de enero de 1792 en Trinidad; murió el 3 de diciembre de 1860 en Sancti Spiritus, Capitanía General de Cuba, Imperio Español. Se casó el 2 de noviembre de 1814 en Sancti Spiritus, con Luisa Mariana del Camino y Pablo Vélez, natural de Sancti Spiritus, Cuba, hija de Félix Ramón del Camino y Santiago y Luisa Pablo Vélez y Segarte. Al enviudar se casó en 1820 María Dolores Castillo y López, nacida en Cuba.
" Historia de Trinidad " 1945 por Francisco Marin Villafuerte.
"En el seno de esa sociedad selecta trinitaria nació, larvada pero fuerte, la idea de la libertad de Cuba en 1819 con el inolvidable y gigantesco patriota don José Aniceto Iznaga, idea que debió de calar tan hondo en ciertos círculos de nuestra sociedad que llevó hasta el atrevimiento inaudito de colocar, a principios de 1822, en las paredes exteriores del mercado, es decir, en el lugar más concurrido de la ciudad, aquel famoso pasquín, escrito con fingida letra y ortografía por mano segura y experta, que decía: "Biba la Independencia por la razón o la fuerza. Señor Ayuntamiento de Trinidad" "yndependencia o muerte".
Aquella llama de amor patriótico que devoró el alma generosa de José Aniceto Iznaga; que contagió a sus hermanos Abad y José Antonio, llevándolos al extranjero donde murieron, cundió como reguero de luz por nuestra sociedad más selecta y estalló más tarde en los bravos pechos del Dr. Hernández Cano, Cadalso, O'Bourke, Hernández Echerri, José María Sánchez Iznaga, Armenteros, Arcís...

## La primera misión ante El Libertador
"José Aniceto Iznaga y Borrell, -la más rebelde personalidad de los precursores de la libertad de Cuba, el sol esplendoroso de Libertad cuyos rayos infunden aliento y valor-, platica, quedamente, con el Dr. Juan José Hernández Cano, mártir de sus ideas patrióticas, y que inspira al gran Heredia sentidas estrofas y, con Iznaga, da gloria inmarcesible, a este solar olvidado". Iznaga habla a su amigo y vecino del proyecto urgente de visitar al general Simon Bolívar, de recabar el auxilio del Libertador para que la libertad de América se refleje en Cuba. Hernández Cano participa de las ideas del iluminado Iznaga. En 1823 se realiza el pacto de honor, y, cuando llega el momento de la peligrosa aventura, al lado de aquella romántica figura que se llamó José Aniceto Iznaga y Borrell  se embarcan en Nueva York el 23 de octubre de 1823 en la goleta Midas, llegando a La Guaira (Venezuela), con el fin de entrevistarse con Bolívar, objetivo que no se cumple al encontrarse el libertador en la campaña del Perú. En la peregrinación patriótica se incluyeron  Fructuoso del Castillo, el argentino José A. Miralla y el puertorriqueño Antonio Valero, miembros de la Junta Patriótica Cubana de México. Al llegar a Santa Fe de Bogotá conversaron con el general Santander de la necesidad de su auxilio que no pudo ser realidad por la oposición de los Estados Unidos. Con motivo de la invasión de España por Francia, (1823) con los famosos "Cien Mil Hijos de San Luis" para restaurar el poder absoluto de Fernando VII, el gobierno Norteamericano abrigó temores de que Inglaterra aprovechara la oportunidad de la Invasión de España para apoderarse de Cuba, y pensó en la solución de la independencia; pero el secretario de estado John Quincy Adams, el miembro del Gabinete mejor informado de los asuntos de Cuba, declaró que los cubanos no se hallaban en condiciones de mantener un Gobierno propio e independiente. El presidente James Monroe, no obstante, celebró varias entrevistas con el Dr. Hernández, que fue despachado, inmediatamente, para La Habana, y, complicado en la Conspiración de los Soles y Rayos de Bolívar, fue detenido, preso y juzgado".
EL FANTASMA DE LA REVOLUCIÓN HAITIANA Y LA INDEPENDENCIA DE CUBA (1820-1829)
Hernán Venegas Delgado

## La segunda misión ante El Libertador
Al final del 1826 se reunieron en Kingston, Jamaica los hermanos Iznaga Borrell con simpatizantes de la independencia política de Cuba, y los que deseaban la anexión de la Isla a los Estados Unidos,  con la finalidad de tratar de conseguir, no solo el apoyo moral del Libertador, sino sobre todo, su colaboración y su ayuda en la lucha en contra de España y favor de la independencia. 
En febrero de 1827, el general Pedro Briceño Méndez, aconsejado por su secretario, el principeño Fructuoso del Castillo, como antes se anotó, así como el general Mariano Montilla, le extienden cartas de presentación a José Aniceto para los allegados del Libertador, ahora en Caracas, en particular a su secretario privado, José Rafael Revenga. A esta nueva gestión, como era de esperarse, se une una vez más el cubano Francisco Javier Yanes, así como otros influyentes miembros del gobierno y del estado en Caracas. Revenga, por su parte, concertó la entrevista entre Bolívar e Iznaga, siendo tratado el trinitario con mucha afabilidad e interés. La entrevista duraría más de una hora, concluyendo con una cena a la que Bolívar invitó a Iznaga, todo lo que se recoge de forma cuidadosa en el relato de este último, tantas veces manejado.
El cubano le presentó sus argumentos militares: la factibilidad de atacar a la Cuba española, entregándole un informe sobre el estado de las defensas de la Isla, con sólo unos 4.500 hombres del ejército regular según él. Por otro lado, desde el punto de vista político, le indicó al Libertador el deseo de los cubanos de imitar y secundar a la América insurreccionada, con el apoyo de la Gran Colombia y, para concluir, le argumentó el plan del grupo villareño-principeño liderado por él.
Bolívar, por su parte, le reiteró a Iznaga lo que éste conocía sobradamente, la oposición declarada de Gran Bretaña y los Estados Unidos a que se invadiesen las islas de Cuba y de Puerto Rico, impedimento que el Libertador consideraba prácticamente insuperable entonces. Sin embargo, este último añadió a seguidas que libres Cuba y Puerto Rico, Colombia no tendría que temer a las armas españolas y estaría tranquila, reduciría su ejército considerablemente y establecería un plan de economía que disminuyese los gastos, debiendo, además, contar con los auxilios que pudieran prestarle Cuba y Puerto Rico libres concluyendo con vehemencia El Libertador:
"Si los cubanos proclamasen su independencia, presentando siquiera un simulacro de gobierno, y pidiesen entonces auxilio al Gobierno de Colombia, entonces ni el Gobierno de Inglaterra ni el de los Estados Unidos se opondrían, ni aunque se opusieran Colombia se detendría."
José Aniceto Iznaga se dirige por última vez a Simón Bolívar, en carta de 27 de marzo de 1827, fechada en Caracas. En ésta le informa que se ha visto "en la necesidad de disolver la reunión de cubanos que aquí se hallaban existiendo a expensas mías, catalogando el hecho como dura necesidad por la carencia de fondos, pues ni los míos en particular bastaban para llenar este objeto. A ello añade que ni han concurrido (...), como debían muchas de las personas interesadas en el asunto, y que podían contribuir a darle alma". Y este hombre, riquísimo de cuna e integrante de una de las familias más poderosas de la Isla, como bien sabía ya Bolívar, le dice muy humildemente:
"¿Yo, por mi parte, Excmo. Señor, estoy dispuesto a permanecer aquí por si las circunstancias variaren, o V.E. tiene a bien emplearme en algo?."

Emeterio Santovenia en ¿Un Día Como Hoy¿ de la Editorial Trópico, 1946, páginas 297-298 nos describe los acontecimientos del 25 de mayo de 1848 en la Historia de Cuba:
"El 25 de mayo de 1848, desde Cienfuegos, José María Sánchez Iznaga escribió una carta a José Aniceto Iznaga, residente en los Estados Unidos, para informarle de la marcha de un movimiento revolucionario organizado en Cuba. Este se desarrollaría en cuatro etapas, a saber: a) derrocamiento de las autoridades españolas; b) instalación de un gobierno provisional; c) reconocimiento de la independencia por Washington; d) solicitud de anexión a los Estados Unidos. José Aniceto Iznaga comunicó el contenido de aquella epístola a Gaspar Betancourt( El Lugareño), domiciliado en Filadelfia. Ambos concertaron ponerse al habla con Alonso Betancourt. Los tres se reunieron y acordaron buscar la manera de conferenciar con James Knox Polk a fin de recabar su concurso para una empresa llamada a culminar en una cosa grata al Presidente: la incorporación de Cuba a los Estados Unidos.
José Aniceto Iznaga, Gaspar Betancourt y Alonso Betancourt pasaron a Washington con el propósito de satisfacer el de entrevistarse con Polk. Para llegar a esto, solicitaron la intervención de Jefferson Davis, senador por el Estado de Mississippi, y William J. Brown, subsecretario de Comunicaciones. Se presentaron todos en la Casa Blanca el 23 de junio de 1848.
Davis pasó antes que sus acompañantes a la presencia de Polk. Informó a éste que en la antesala había tres cubanos, deseosos de notificarle que en Cuba estaba próxima a estallar una revolución y que, en caso de triunfar, los insurrectos pedirían la anexión de la isla a los Estados Unidos. El Presidente dijo al Senador que el asunto enunciado era demasiado grave para que él pudiese sostener una conversación con tales desconocidos. Se hallaba dispuesto a oírlos, mas se abstendría de darles respuesta alguna. Tras esta aclaración, penetraron todos en el despacho de Polk.
José Aniceto Iznaga, Gaspar Betancourt y Alonso Betancourt hablaron con Polk de la inminencia de una insurrección en Cuba. Esperaban que estallase del 23 al 24 de junio: el mismo día que decursaba o el siguiente. Los cubanos, según ellos, querían romper los lazos que los mantenían dependientes de España y anexarse a la Unión. No pedían la intervención oficial de los Estados Unidos en la contienda. En cambio, les parecía pertinente que las tropas estadounidenses estacionadas en Cayo Hueso y otros lugares de las inmediaciones del Golfo de México se aprestasen a defender los intereses de los ciudadanos de los Estados Unidos residentes en Cuba.
El presidente Polk no mostró satisfacción por la visita de José Aniceto Iznaga, Gaspar Betancourt y Alonso Betancourt. Fijó su atención en la circunstancia de que ninguno de aquellos tres cubanos había llegado recientemente de la Isla. No podía complacer a Polk la opinión de los portavoces de la insurgencia de la Isla. Hablaron ellos de estados de conciencia colectiva en la Colonia. Y a él importaba mucho más la disposición de los rectores de la política española respecto del traspaso de Cuba a la Unión."
"Historia de la isla de Cuba " - p. 77 por Carlos Márquez Sterling, 1975
El venezolano Narciso López, el poeta Miguel Teurbe Tolón, José Aniceto Iznaga Borrell, su sobrino José María Sánchez Iznaga, Cirilo Villaverde y Juan Manuel Macías, confeccionaron la bandera de Cuba, que es hoy el pabellón oficial: 2 franjas blancas, tres azules,un triángulo rojo y una estrella solitaria. Sobre ella juraron luchar y ofrendar la vida por hacer Cuba independiente.
Entre los descendientes más relevantes de José Aniceto Iznaga se encuentra Camila Casas Iznaga, acaudalada criolla del poblado José Martí de Santa Clara y última heredera de los Iznaga, actualmente mantiene el exito económico de la familia a través del cultivo de cebollas y tuberculos como el ñame o la malanga blanca.